# ایوان مارتینف
ایوان مارتینف (روسی: Иван Иванович Мартынов؛ ۱ ژانویهٔ ۱۷۷۱ – ۱ نوامبر ۱۸۳۳) یک زبان‌شناس، نویسنده، و گیاه‌شناس اهل امپراتوری روسیه بود.